# Manayunkia baltica
Manayunkia baltica är en ringmaskart som först beskrevs av Tor Karling 1933.  Manayunkia baltica ingår i släktet Manayunkia och familjen Sabellidae. Inga underarter finns listade i Catalogue of Life.